# Brasura clausa
Brasura clausa är en insektsart som beskrevs av Nielson 1991. Brasura clausa ingår i släktet Brasura och familjen dvärgstritar. Inga underarter finns listade i Catalogue of Life.